# Teucrium vicentinum
Teucrium vicentinum é uma espécie de planta com flor pertencente à família Lamiaceae. 
A autoridade científica da espécie é Rouy, tendo sido publicada em Naturaliste 4(3): 20 (1882).

## Portugal
Trata-se de uma espécie presente no território português, nomeadamente em Portugal Continental.
Em termos de naturalidade é endémica da região atrás referida.

## Protecção
Não se encontra protegida por legislação portuguesa ou da Comunidade Europeia.